# Warmensteinacher Forst-Süd
Warmensteinacher Forst-Süd ist eine Gemarkung im oberfränkischen Landkreis Bayreuth. Sie hat eine Fläche von 5,636 km² und ist in 59 Flurstücke aufgeteilt, die eine durchschnittliche Fläche von 95528,63 m² haben. Sie liegt vollständig im Gemeindegebiet von Warmensteinach und besteht aus je einer Teilfläche westlich und östlich vom Ort Warmensteinach.
Bis zum 31. Dezember 2000 war der Warmensteinacher Forst-Süd ein gemeindefreies Gebiet. Zum Stichtag 1. Januar 2001 wurde er in die Gemeinde Warmensteinach eingegliedert.